# Pocztowa Kasa Oszczędności

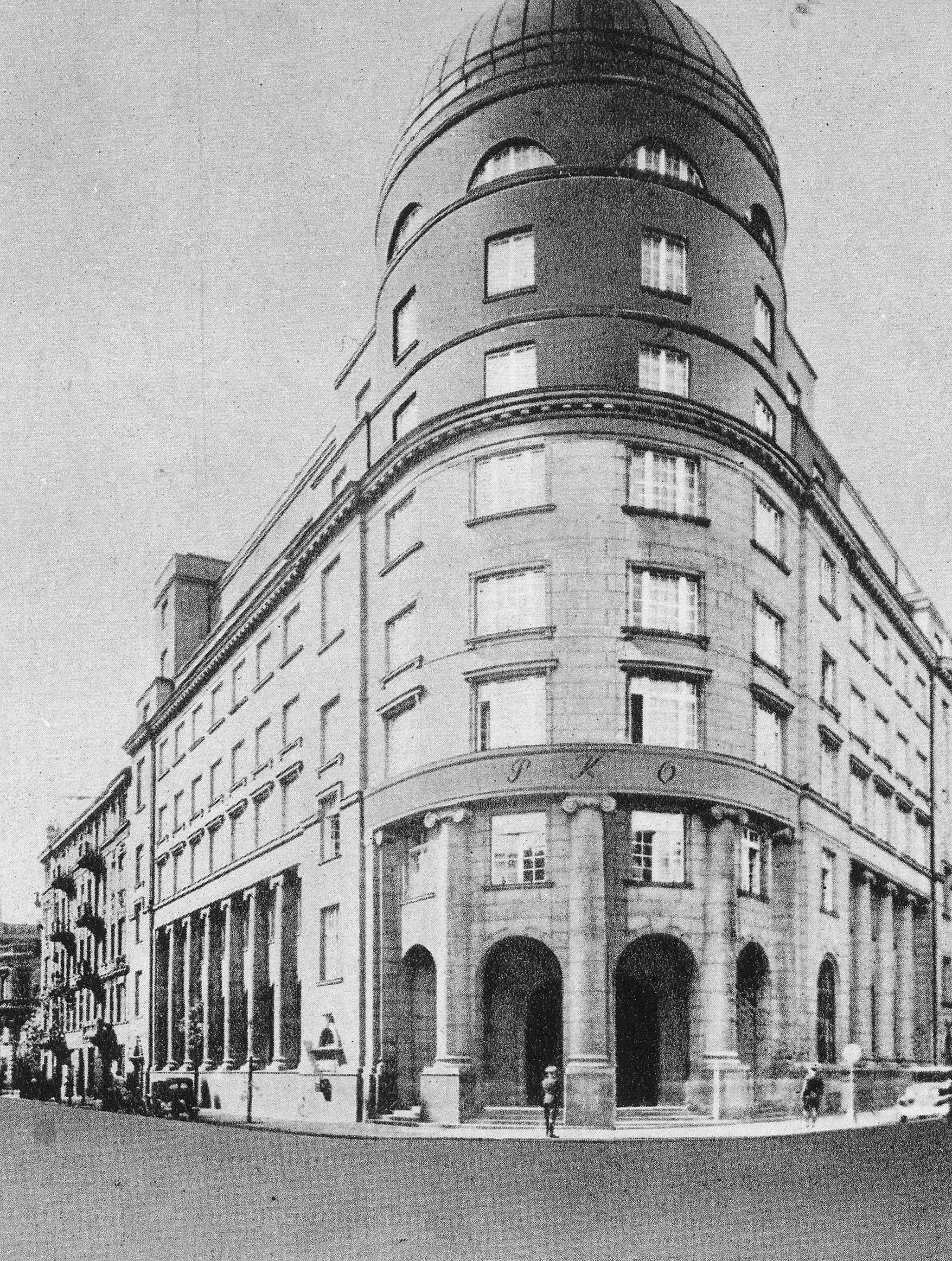
Gmach PKO w Warszawie przy ul. Świętokrzyskiej 31/33 w 1932 r.

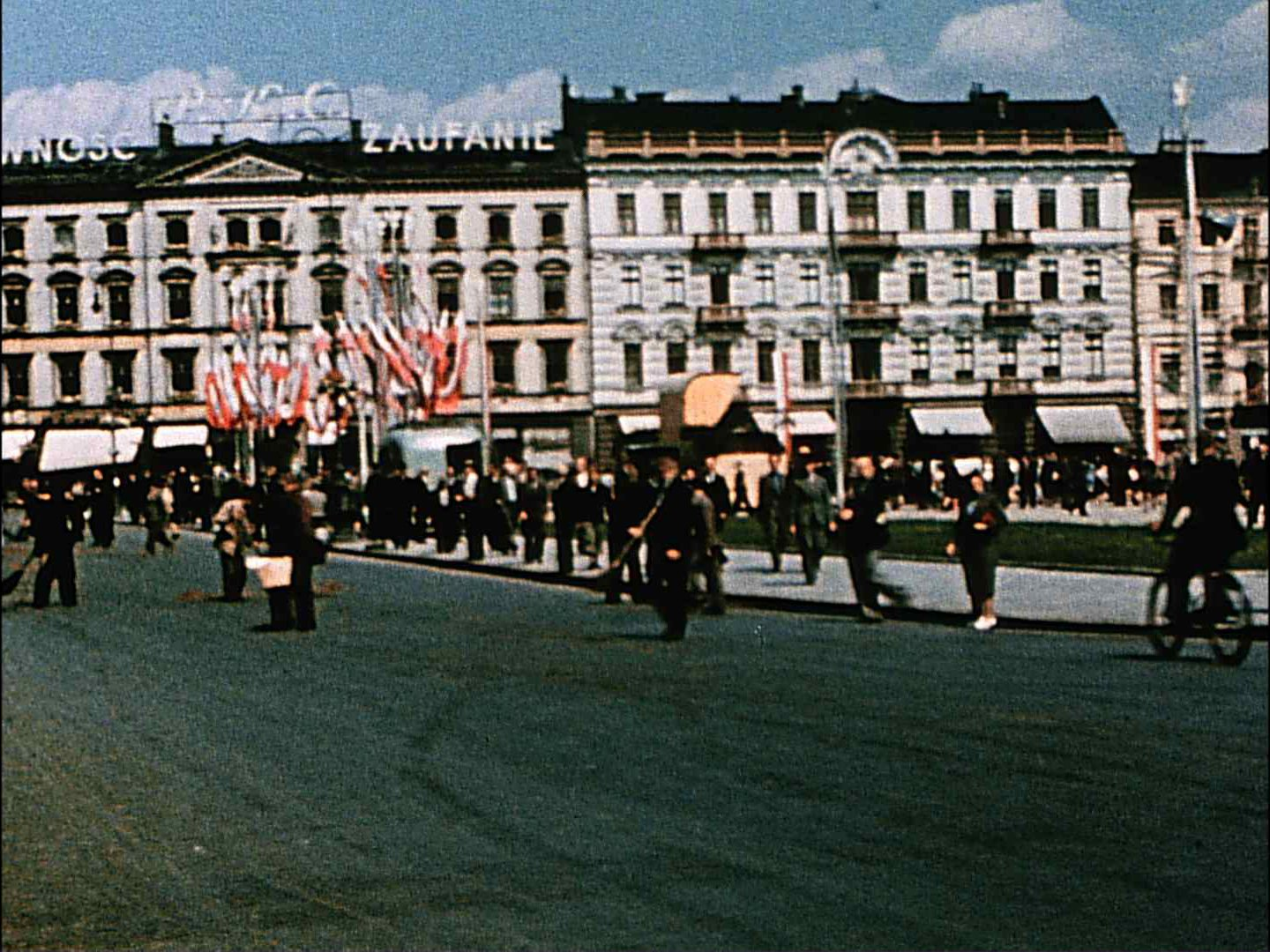
PKO przy placu Piłsudskiego w Warszawie (1939)

Pocztowa Kasa Oszczędności (w skrócie P. K. O.) – instytucja państwowa powołana dekretem z 1919 r., której celem było ułatwienia obrotu pieniężnego na ziemiach Rzeczypospolitej Polskiej i dla roztoczenia opieki nad oszczędnościami najszerszych warstw ludowych. Kasę ustanowiono jako osobę prawną, mającą gwarancje i będącą pod kontrolą Państwa.
Siedzibą Kasy była Warszawa.

## Działalność Kasy
Do podstawowej działalności Kasy należało:
- przyjmowanie i oprocentowywanie oszczędności.
- obrót czekowy (przekazowy i przelewowy).
- umieszczanie kapitału,
- zakup i sprzedaż na rachunek własny papierów wartościowych państwowych lub przez Państwo gwarantowanych oraz papierów, którym ustawowo przyznano bezpieczeństwo,
- wykonywanie zleceń swych uczestników w przedmiocie zakupu, sprzedaży i przechowywania papierów wartościowych państwowych lub przez Państwo gwarantowanych oraz papierów, którym ustawowo przyznano bezpieczeństwo,
- współdziałanie przy emisji pożyczek państwowych i innych funduszów, pozostających pod opieką Państwa, pożyczek komunalnych oraz pożyczek innych ciał samorządnych publicznych.

## Kierowanie Kasą
Zwierzchnią władzę nad Kasą sprawował Prezes wraz z Komitetem Dyrekcyjnym.
Prezesa Kasy mianował Naczelnik Państwa na wniosek Rady Ministrów za inicjatywą Premiera.
Komitet Dyrekcyjny składał się z 6 członków, z których dwóch wybierał Sejm, dwóch mianował Minister Skarbu, a po jednym Minister Poczt i Telegrafów oraz Minister Przemysłu i Handlu.

## Zakres obowiązków Prezesa Kasy
Prezes Kasy zastępował Pocztową Kasę Oszczędności na zewnątrz i był odpowiedzialny za całą jej działalność wobec władz państwowych.
Do Prezesa Kasy należało:
- ogólne kierownictwo sprawami Kasy
- wydatkowanie w ramach zatwierdzonego przez Komitet Dyrekcyjny budżetu,
- przedkładanie Komitetowi Dyrekcyjnemu wniosków w przedmiocie otwierania oddziałów Kasy,
- przedstawianie Komitetowi Dyrekcyjnemu kandydatów na zastępcę Prezesa, dyrektorów technicznego i administracyjnego, generalnego sekretarza, naczelnika Izby Obrachunkowej oraz dyrektorów oddziałów,
- przyjmowanie personelu, rozmieszczanie go w poszczególnych wydziałach i oddziałach, awansowanie urzędników do wyższych płac, ustanawianie komisji dyscyplinarnych, wdrażanie dochodzeń dyscyplinarnych za wykroczenia służbowe analogicznie do przepisów, obowiązujących dla urzędników państwowych,
- wykonywanie przy pomocy dyrektorów technicznego i administracyjnego generalnej inspekcji nad wszystkimi wydziałami i oddziałami Kasy,
- bezpośrednie kontakt z Ministrem Poczt i Telegrafów oraz z okręgowymi Dyrekcjami Poczt i Telegrafów w sprawach czynności urzędów pocztowych, jako zbiornic Kasy,
- przedkładanie Komitetowi Dyrekcyjnemu wniosków w przedmiocie wysokości wynagrodzenia dla urzędników pocztowych za czynności, wykonane przez nich dla Kasy,
- sporządzanie w porozumieniu z Komitetem Dyrekcyjnym rocznych sprawozdań z działalności Kasy i przedkładanie ich Prezydentowi Ministrów.

## Zakres Obowiązków Komitetu Dyrekcyjnego
Do Komitetu Dyrekcyjnego należała:
- kontrola całej gospodarki Kasy,
- zatwierdzanie budżetu Kasy przedstawianego przez Prezesa,
- rozpatrywanie i zatwierdzanie sporządzanych przez Prezesa sprawozdań rocznych i bilansów Kasy,
- zatwierdzanie wniosków Prezesa w przedmiocie otwierania oddziałów Kasy,
- mianowanie na wniosek Prezesa zastępcy Prezesa, dyrektorów technicznego i administracyjnego, generalnego sekretarza i naczelnika Izby Obrachunkowej oraz Dyrektorów oddziałów,
- postanawianie o umieszczaniu kapitałów Kasy oraz o nabywaniu nieruchomości dla Kasy,
- oznaczanie wysokości wkładki uczestnictwa w obrocie czekowym,
- oznaczanie najniższej i najwyższej kwoty wkładkowej, dopuszczalnej w obrocie oszczędnościowym i oznaczanie wysokości doraźnych zwrotów, wypłacanych uczestnikom Kasy przez urzędy pocztowe,
- oznaczanie za zgodą Ministerstwa Skarbu stopy procentowej od kapitałów, lokowanych Kasy,
- ustalanie wymiaru wszelkich opłat, pobieranych od uczestników Kasy,
- oznaczanie na wniosek Prezesa wysokości wynagrodzenia dla personelu pocztowego za czynności dla Kasy spełniane.

## Oddziały Kasy
Dyrektor oddziału sprawował nad całym jego personelem taką samą władzę, jaką miał Prezes nad personelem Kasy w Warszawie i przedstawiał Prezesowi wnioski w przedmiocie przyjmowania i awansowania urzędników oddziału. Wdrażanie dochodzeń dyscyplinarnych przeciwko urzędnikom oddziału wymaga zatwierdzenia Prezesa.
Oddziały prowadziły rachunkowość swoją samoistnie, lecz miały obowiązek regularnego przesyłania każdego miesiąca swych bilansów miesięcznych do centrali w Warszawie.
Oddziały wykonywały polecenia Prezesa i nie miały prawa umieszczania kapitałów bez jego zgody.

## Urzędy pocztowe jako zbiornice Kasy
Wszystkie urzędy pocztowe Rzeczypospolitej Polskiej były zbiornicami Pocztowej Kasy Oszczędności i jako takie miały prawo i obowiązek przyjmowania wszelkich wpłat na rachunek Kasy. Wypłat mogły one tylko dokonywać na podstawie przekazów, nadsyłanych z centrali Kasy w Warszawie lub z jej oddziałów.
Wyjątek od tego stanowiły doraźne zwroty oszczędności, wypłacane na podstawie książeczek wkładkowych.
Za wszystkie czynności, wykonywane przez urzędy pocztowe dla Kasy odpowiadały Zarząd Centralny Poczt i Telegrafów.

## Inna działalność Kasy
Działalność – w zakresie obrotu oszczędnościowego, czekowego i papierami wartościowymi, udzielanie pożyczek i wynajem skrytek bankowych, a od roku 1928 także ubezpieczenia na życie – prowadzona była oprócz urzędów pocztowych, także we własnych oddziałach (w Katowicach, Krakowie i Poznaniu) oraz pododdziałów (w Łodzi i Wilnie).
W okresie przedwojennym bank ten gromadził wkłady oszczędnościowe na około 3,5 mln książeczkach
W 1938 r. wkłady na książeczkach oszczędnościowych wynosiły 789 mln złotych, a wkłady na rachunkach czekowych – 305 mln złotych.
Podczas okupacji niemieckiej kasa funkcjonowała w Generalnym Gubernatorstwie pod zarządem niemieckim.
Po wojnie bank wznowił działalność, nie podjął jednak obsługi rachunków przedwojennych.
Dekretem Rady Ministrów z dnia 25 października 1948 r. o reformie bankowej dotychczasową Pocztową Kasę Oszczędności zlikwidowano. Majątek i tradycje przejęła utworzona równocześnie Powszechna Kasa Oszczędnościowa.

### Prezesi
- Hubert Ignacy Linde – 1919-1925
- Emil Szmidt – 1925-1928
- Henryk Gruber – 1928-1939[8].